# René Challan
Pour les articles homonymes, voir Antoine Challan et Henri Challan.
René Louis Jean Challan, né à Asnières (Hauts-de-Seine) le 12 décembre 1910 et mort à Nevers (Nièvre) le 1er août 1978, est un compositeur de musique classique, imprésario et directeur artistique de maison de disques français. René Challan est le frère jumeau du compositeur Henri Challan et le père de la harpiste Annie Challan.

## Carrière
Fils d’Émile Challan, René Challan fait ses études au Conservatoire national de musique auprès de Jean et de Noël Gallon, ainsi que d'Henri Büsser.
Il remporte le second prix au Concours de Rome en 1935. L'année suivante, il obtient cette fois le 1er grand prix de Rome pour sa cantate, Le  château endormi et rejoint la Villa Médicis.
Le 14 mars 1938, à Libourne, il épouse la fille ainée du préfet Armand Ziwès avant de revenir à Paris à la fin de l'été 1939.
De 1945 à 1975, il est directeur artistique de Pathé-Marconi et assure la carrière des artistes classiques de la maison de disques. Il gère également les droits et enregistrements des grands compositeurs internationaux du catalogue de Pathé-Marconi.
Il est nommé chevalier de la Légion d'honneur en 1952.
Outre ses nombreuses compositions de cantate, mélodies, symphonies, concertos ou opéra-bouffe, on doit à René Challan de grands enregistrements tels que des noëls variés de divers auteurs avec l’Orchestre Colonne qu’il dirige et le baryton Michel Dens, des Chants patriotiques et cocardiers (1958) en tant que directeur de l’Orchestre du Conservatoire ou un autre disque avec l’Orchestre Colonne et les Chœurs Duclos sur le thème Envoi de fleurs, contenant des pièces de Gustave Goublier, de Paul Delmet ou de Codini.
Au début des années soixante-dix, il enregistre l’intégrale de l’œuvre de Villa-Lobos avec l’Orchestre national de la RTF.
René Challan s'éteint à Nevers le 4 août 1978 dans sa 68e année.

### Artistes du catalogue disques classiques Pathé-Marconi gérés par René Challan
Chefs d'orchestre
Thomas Beecham, Guido Cantelli, André Cluytens, Wilhelm Furtwängler, Jascha Horenstein, Herbert von Karajan, Paul Kletzki, Igor Markevitch, Pierre Monteux, Charles Munch, Fernand Oubradous, Victor de Sabata, William Steinberg, Arturo Toscanini, Georges Tzipine.
Compositeurs classiques
Georges Auric, Ludwig van Beethoven, Hector Berlioz, Georges Bizet, Johannes Brahms, Marc-Antoine Charpentier, Claude Debussy, Gabriel Fauré, Jean Françaix, Charles Gounod, Arthur Honegger, Darius Milhaud, Wolfgang Amadeus Mozart, Francis Poulenc, Maurice Ravel, Gioachino Rossini, Camille Saint-Saëns, Erik Satie, Piotr Ilitch Tchaïkovski, Antonio Vivaldi.
Pianistes et instrumentistes
Géza Anda, Claudio Arrau, Arturo Benedetti Michelangeli, Pablo Casals, Aldo Ciccolini, Alfred Cortot, Jeanne-Marie Darré, Edwin Fischer, Pierre Fournier, Walter Gieseking, Emil Guilels, Jascha Heifetz, Vladimir Horowitz, José Iturbi, Leonid Kogan, Fritz Kreisler, Wanda Landowska, Dinu Lipatti, Marguerite Long, Witold Małcużyński, Yehudi Menuhin, Nathan Milstein, Ginette Neveu, David Oïstrakh, Arthur Rubinstein, Samson François, Artur Schnabel, Jacques Thibaud.
Chanteurs et cantatrices d'opéra
Victoria de Los Angeles, Martha Angelici, Liliane Berton, Jean Borthayre, Enrico Caruso, Fédor Chaliapine, Boris Christoff, Michel Dens, Denise Duval, Dietrich Fischer-Dieskau, Kirsten Flagstad, Pierre Fleta, Nicolaï Gedda, Beniamino Gigli, Jacques Jansen, Raoul Jobin, Henri Legay, Maria Callas, Janine Micheau, Solange Michel, Mario Del Monaco, Mado Robin, Nicola Rossi-Lemeni, Michel Roux, Elisabeth Schwarzkopf, Teresa Stich-Randall, Georges Thill, Ninon Vallin.

## Œuvres
- Le  château endormi (cantate) (1936).
- Symphonie no 1 (1937).
- Jacasserie, page pour quatuor de saxophones.
- Blasons du corps féminin.
- Dedans Paris (mélodie).
- Mélodies pour chant et piano, sur des paroles de Clément Marot (1938).
- Concerto pastoral pour piano et orchestre (1943) enregistré chez Columbia Records avec Samson François et Georges Tzipine) (14 septembre 1953 à Paris, Théâtre des Champs-Élysées  (MONO)).
- Concerto pour saxophone (1944).
- Concerto pour violon (1945).
- Concerto grosso pour trois trompettes et timbales, créé par Fernand Oubradous (1945).
- Concerto pour piano (1954) donné en première audition par la Société des Concerts avec Samson François et Georges Tzipine au Théâtre des Champs-Élysées (3 mars 1957).
- Symphonie no 2 en fa majeur, donnée au Théâtre du Châtelet pour la première fois le 1er février 1959 par les Concerts Colonne sous la direction de Georges Tzipine (1956).
- Concerto pour harpe (1956-1957).
- Opéra-bouffe, Jörgen de Danemark (1960).
- Symphonie no 3 (1959-1961).

## Distinctions
Prix
- Grand prix de Rome pour la cantate Le château endormi (1935)

Décorations
- Chevalier de la Légion d'honneur (1952)[réf. souhaitée]
- Médaille d'honneur des sociétés musicales et chorales (1953)